# 미하일로 코한
미하일로 세르히요비치 코한(우크라이나어: Михайло Сергійович Кохан, 1997년 8월 4일~)은 우크라이나의 육상 선수로 주 종목은 해머던지기이다. 2024년 하계 올림픽에서 남자 해머던지기 종목 동메달을 획득했다.